# Maniltoa lenticellata
Maniltoa lenticellata är en ärtväxtart som beskrevs av Cyril Tenison White. Maniltoa lenticellata ingår i släktet Maniltoa och familjen ärtväxter.

## Underarter
Arten delas in i följande underarter:
- M. l. lenticellata
- M. l. villosa

## Bildgalleri

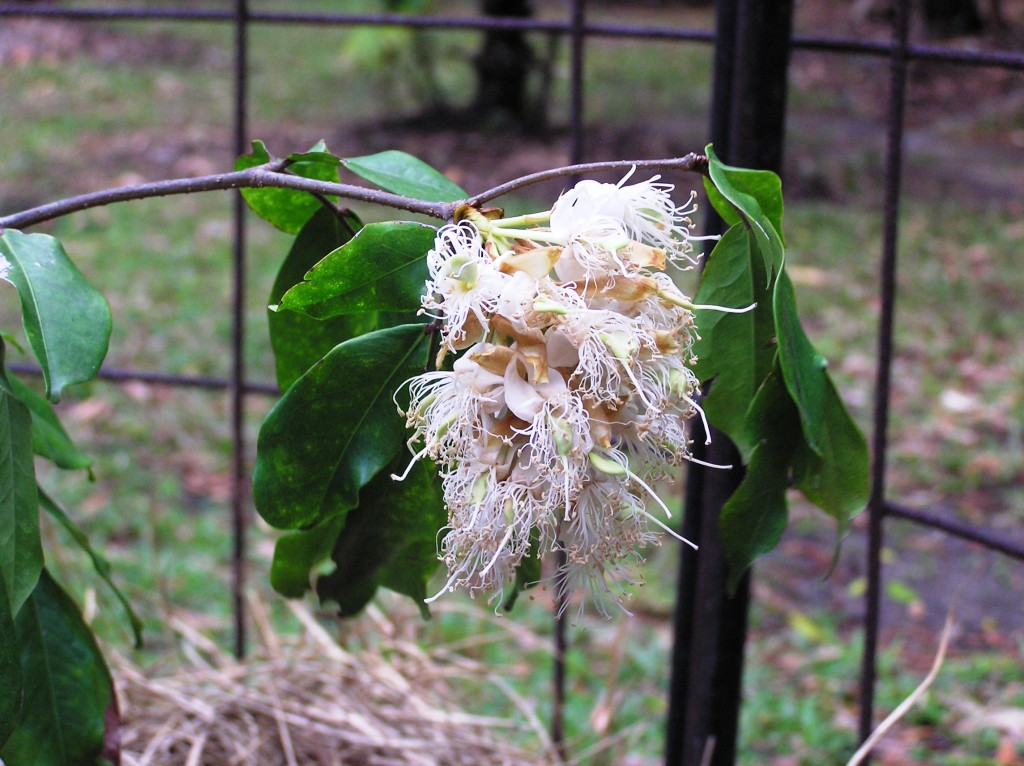